# 大西勝範
大西 勝範（おおにし かつのり）は、日本の元プロボクサー。
ウェルター級西日本新人王

## プロボクシング戦績
10戦7勝（4KO）2敗1分